# District de Xinfu (Xinzhou)
Pour les articles homonymes, voir Xinfu.
Le district de Xinfu (忻府区 ; pinyin : Xīnfǔ Qū) est une subdivision administrative de la province du Shanxi en Chine. Il est placé sous la juridiction de la ville-préfecture de Xinzhou.